# Maybe (fumettisti)
Maybe (めいびい?, Meibii) è il nome d'arte di un gruppo di mangaka giapponesi composto da Maybe (Prefettura di Osaka, 2 febbraio 1984) e Linlin (15 aprile 1983).
Il duo è famoso per i loro manga e manga per adulti.
Nonostante si firmino sotto un unico pseudonimo, Maybe è il responsabile del disegno, mentre Linlin è il responsabile della narrazione.

## Biografia
Hanno debuttato nel 2005 nella rivista Comic Muga di Ōtō Shobō. Successivamente hanno pubblicato One Shot su altre riviste di manga per adulti come Comic Rakuten di Wanimagazine e Comic MegaStore di Core Magazine.
Nel 2006 Matsugaoka Angel è stato pre-pubblicato nel numero di debutto della rivista Young Champion Retsu di Akita Shoten.
Nel 2008 hanno collaborato allo sviluppo del videogioco per adulti Kagerō Tōryūki di RailSoft, come responsabili delle illustrazioni e del character design.
Nello stesso anno il manga Dusk Maiden of Amnesia è stato pubblicato sulla rivista Gangan Powered di Square Enix, per poi venir serializzato su Monthly Gangan Joker dal 2009 al 2013. La serie nel 2012 ha ottenuto anche un adattamento anime.
A partire dal 2014 il manga Tales of Wedding Rings viene anch'esso pubblicato sulla rivista Monthly Big Gangan; la sua serializzazione è terminata ad Agosto 2024. Un adattamento animato, annunciato nel 2023 da Square Enix, è stato distribuito tra il Gennaio ed il Marzo del 2024. A fine trasmissione, ne è stata confermata una seconda stagione.
Il manga To the Abandoned Sacred Beasts è stato pubblicato sulla rivista Bessatsu Shōnen Magazine di Kōdansha dal 2014 al 2023. Nel 2019 la serie ha anche ricevuto un adattamento anime.
Come hobby hanno anche svolto alcune attività Dōjin con il loro circolo chiamato Armored Ginkakuji (アーマードギンカクジ?, Āmādo Ginkakuji) dal 2006, dove hanno creato dōjinshi di svariate opere, tra cui Persona 3 e Persona 4.

## Opere

### Manga
- Matsugaoka Angel (松ヶ丘エンジェル?, Matsugaoka Enjeru), One Shot (2008) ISBN 978-4-25325-533-2
- 7-daime no tomari! (7代目のとまり!?), One Shot (2010) ISBN 978-4-25325-506-6
- Dusk Maiden of Amnesia (黄昏乙女×アムネジア?, Tasogare Otome x Amnesia), 10 volumi (2009-2013)
- Tales of Wedding Rings (結婚指輪物語?, Kekkon yubiwa monogatari), 13 volumi (2014-2024)
- To the Abandoned Sacred Beasts (かつて神だった獣たちへ?, Katsute kami datta kemono-tachi e), 14 volumi (2014-2023)

### Manga per adulti
- Mankai Otome (満開乙女?), One Shot (2008) ISBN 978-4-86269-065-4

### Videogiochi
- Kagerō Tōryūki (霞外籠逗留記?), Railsoft (2008)[4]
- Oiran Rouge -Oiran Hikaribeni- (オイランルージュ -花魁艶紅-?), Liarsoft (2011)[7]